# Логіново (Бабаєвський район)
Логіново — присілок в Бабаєвському районі Вологодської області Росії.
Входить до складу Борисовського сільського поселення (з 1 січня 2006 року по 13 квітня 2009 року входила в Новостаринське сільське поселення).
Відстань автодорогою до районного центру Бабаєво — 83 км, до центру муніципального утворення села Борисово-Судське по прямій — 13 км. Найближчі населені пункти — с. Афанасово, с. Веленідово, с. Нижній Кінець. Станом на 2002 рік проживав 1 чоловік.